# Смотрицька селищна територіальна громада
Смотрицька селищна об'єднана територіальна громада — об'єднана територіальна громада в Україні, в Кам'янець-Подільському районі Хмельницької області. Адміністративний центр — селище Смотрич.
Площа громади — 155,96 км², населення — 6469 мешканців (2018).
Утворена 29 серпня 2017 року шляхом об'єднання Смотрицької селищної ради та Балинської, Лисогірської, Рудської, Старогутянської сільських рад колишнього Дунаєвецького району.
| Прізвище, ім'я, по батькові  | Основні відомості                                                                   | Дата обрання | Дата звільнення |
| ---------------------------- | ----------------------------------------------------------------------------------- | ------------ | --------------- |
| Пелих Людмила Петрівна       | Селищний голова, 1961 року народження, освіта вища, позапартійна                    | 11.01.2018   | 29.03.2021      |
| Бавровська Людмила Василівна | в. о. селищного голови, 1962 року народження, освіта вища, позапартійна             | 29.03.2021   | 16.11.2021      |
| Ялоха Ігор Станіславович     | Селищний голова, 1979 року народження, освіта вища, висуванець від ВО «Батьківщина» | 16.11.2021   |                 |

## Населені пункти
У складі громади 9 населених пунктів — 1 селище і 8 сіл:
| Населений пункт | Населення (2017) |
| --------------- | ---------------- |
| Смотрич         | 1866             |
| Балин           | 1768             |
| Стара Гута      | 794              |
| Рудка           | 663              |
| Балинівка       | 466              |
| Лисогірка       | 406              |
| Михівка         | 325              |
| Криничани       | 228              |
| Ріпинці         | 60               |